# Dingolfing
Dingolfing egy település Alsó-Bajorországban. A Dingolfing-Landau járás székhelye. Lakosainak száma 20 927 fő (2023. december 31.).

## Földrajza
Dingolfing Münchentől kb 100 km-re északkeletre fekszik az Isar folyó mentén. A folyó kettészeli a várost.

## Népesség
| Lakosok száma | 3100 | 7770 | 13 325 | 17 918 | 18 506 | 18 754 | 19 311 | 19 839 | 20 191 | 20 927 |
|               | 1875 | 1950 | 1975   | 2011   | 2013   | 2014   | 2016   | 2018   | 2021   | 2023   |

## Közigazgatás
Isar folyó jobb oldalán található városrészek:
- Altstadt
  - Obere Stadt
  - Untere Stadt
- Vorstädte
  - Gries
  - Fischerei
- Krautau
- Schulviertel
- Waldesruh (am Asenbach)
- Spiegelbrunn
- Oberdingolfing
- Brunnerfeld (1+2)
- Schwedenschanze

Isar folyó bal oldalán található városrészek:
- Höll Ost
- Höll Ost 2
- Sossau
- Sossauer Wiesen
- Salitersheim
- Geratsberg
- Friedenheim

## Gazdaság és infrastruktúra

### Közlekedés
Dingolfing a München-Deggendorf között húzódó A92-es autópálya mellett található. Az autópálya 1988-ban lett készen, ekkor készült el a 17a számú Dingolfing-West, majd 2002-ben a 17b számú Dingolfing-Ost autópálya csomópont.
Vasúti összeköttetést a 931-es számú Plattling-Landshut-München vasútvonal biztosítja a város számára.

### Vállalatok
Kétségtelenül Dingolfing legnagyobb, és leghíresebb gyára az 1967-ben indított BMW gyár. Napjainkban naponta kb. 1400 autót előállító gyáregység több embert foglalkoztat, mint amennyi ténylegesen Dingolfing lakossága. A dolgozók létszáma megközelíti a 20 000 főt.
A város másik nagy ipari létesítménye a város nyugati szélén található 1957-ben létesített 15 MW teljesítményű E.ON tulajdonában levő vízerőmű.
Nem elhanyagolható még az 1985-ben megnyitott, és jelenleg kb. 400 főt foglalkoztató SAR Elektronic sem.
A városban található még a Develey Senf & Feinkost nevű élelmiszeripari vállalat, mely valamivel több mint 200 dolgozót foglalkoztat. Ez a vállalat gyártja több európai ország McDonald’s étterme számára a különböző szószokat, önteteket.

## Fordítás
- Ez a szócikk részben vagy egészben  a   Dingolfing című német Wikipédia-szócikk fordításán alapul.  Az eredeti cikk szerkesztőit annak laptörténete sorolja fel. Ez a jelzés csupán a megfogalmazás eredetét és a szerzői jogokat jelzi, nem szolgál a cikkben szereplő információk forrásmegjelöléseként.